# Вильрю
Вильрю́ (фр. Villerupt) — коммуна во французском департаменте Мёрт и Мозель региона Лотарингия. Центр одноимённого кантона.	

## География

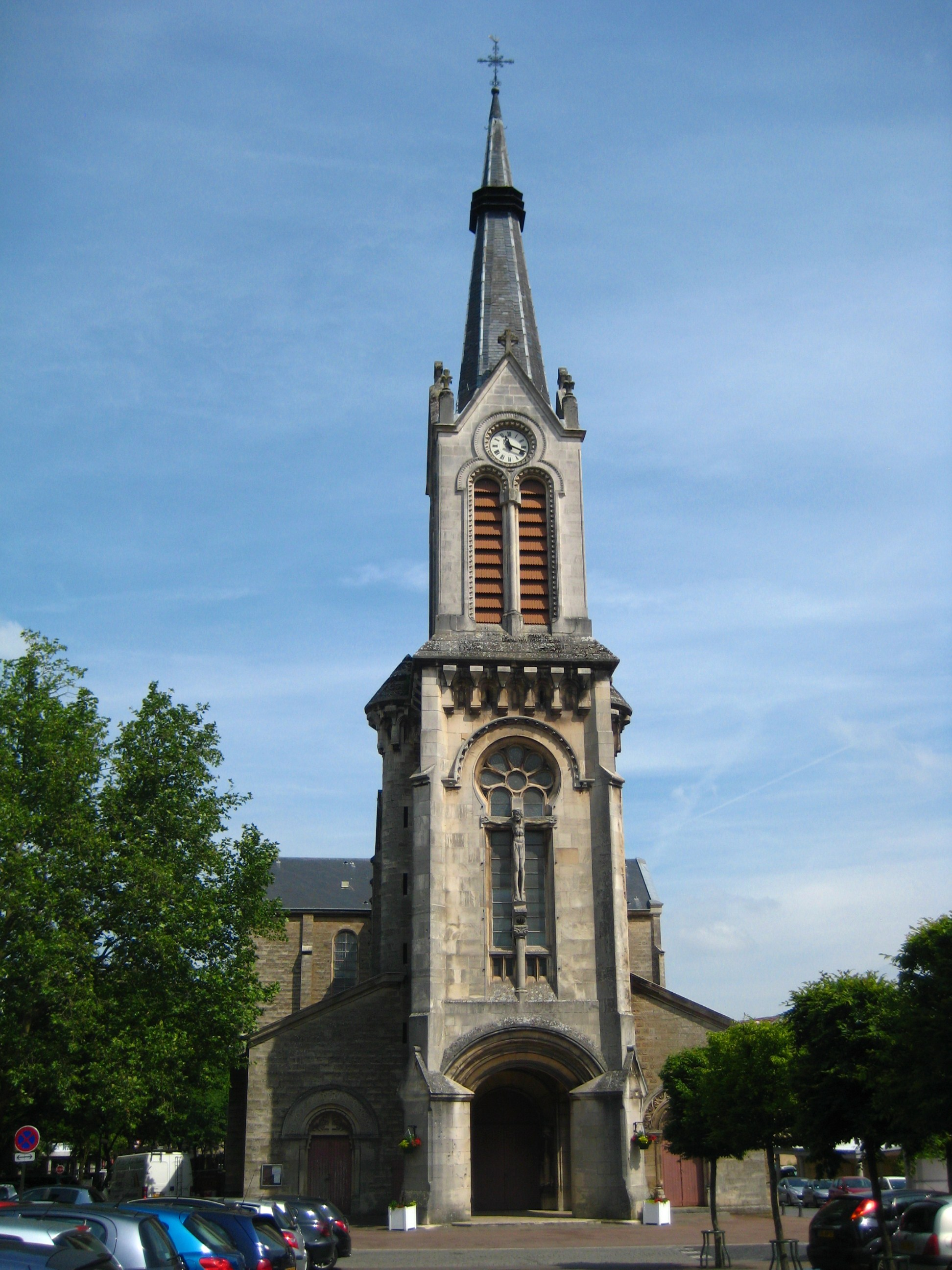
Церковь Вильрю

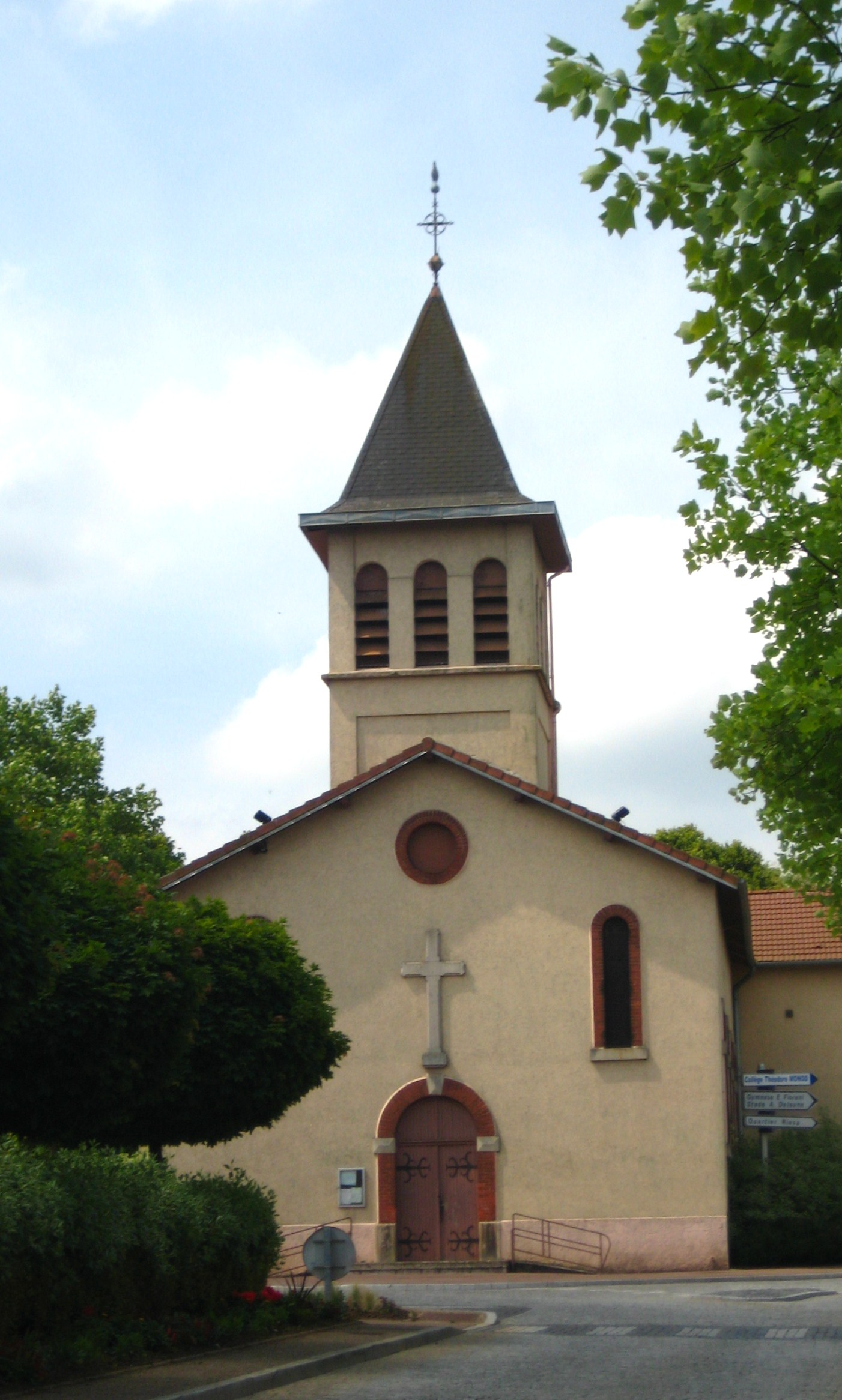
Часовня Сен-Круа-де-Кантенбонн.

Вильрю расположен в 45 км к северо-западу от Меца. Соседние коммуны: Реданж на севере, Рессанж и Одён-ле-Тиш на востоке, Крюн на юге, Тиль и Тьерселе на западе.

## История
Город был пограничным с Германской империей в 1871-1914 годах.					

## Демография
Население коммуны на 2010 год составляло 9421 человек.
| 1962   | 1968   | 1975   | 1982   | 1990   | 1999 | 2010 |
| ------ | ------ | ------ | ------ | ------ | ---- | ---- |
| 14 377 | 14 797 | 13 401 | 11 465 | 10 070 | 9680 | 9421 |